# Diada de Mallorca
Die Diada de Mallorca ist ein Feiertag auf der spanischen Baleareninsel Mallorca. Der jedes Jahr auf den 12. September fallende Tag erinnert zum einen an die Mallorca durch König Jaume II. am gleichen Tag des Jahres 1276 in der Carta Franqueses i privilegis del Regne de Mallorca zugestandenen Sonderrechte, durch die das eigenständige Königreich Mallorca entstand, zum anderen an den durch seinen Vorgänger König Jaume I. am 12. September 1229 errungenen Sieg über die Mauren in der Schlacht bei Porto Pi, dem Beginn der Eroberung der Insel.
Da der mallorquinische Feiertag kein gesetzlicher Feiertag ist, wird an diesem Tag normal gearbeitet. An der Diada de Mallorca werden die Häuser der Gemeinden mit Fahnen der Inselfarben geschmückt. Es werden Festakte, Umzüge, Sport- und Musikveranstaltungen durchgeführt. In Palma kommt es zum Umzug der Gigantes, der Darstellung von Riesenfiguren aus verschiedenen Orten der Insel, die zum Gebäude des Inselrates ziehen.